# Wody naporowe

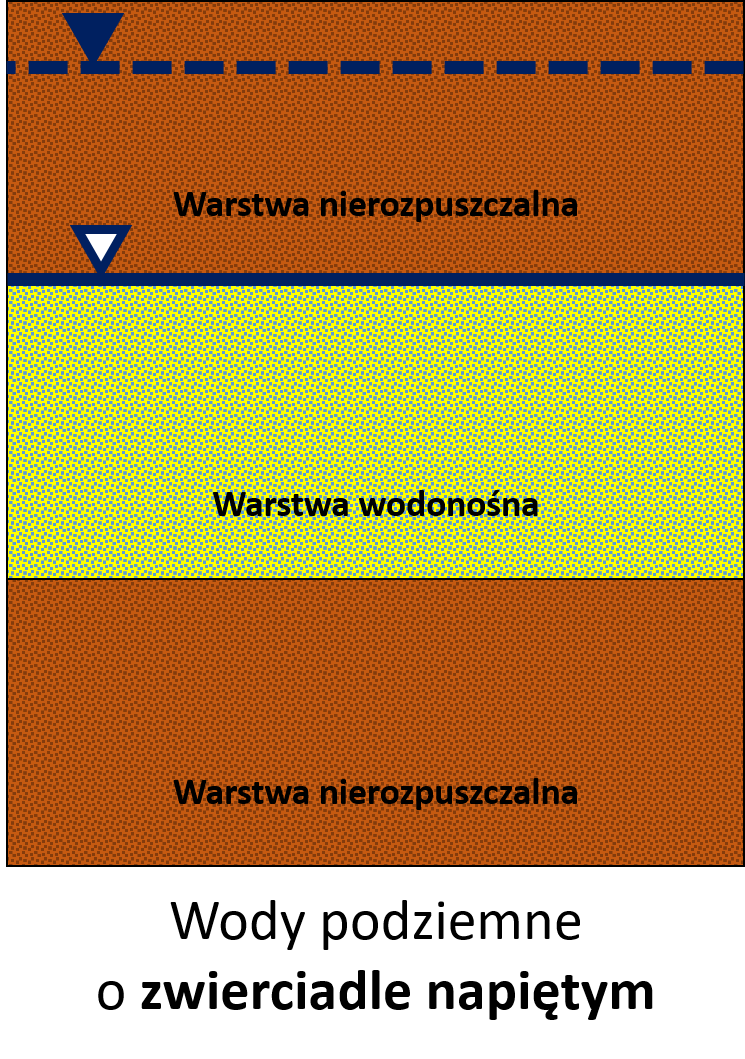
Schematyczne przedstawienie wód naporowych.

Wody naporowe, wody napięte, wody pod ciśnieniem – wody podziemne o zwierciadle napiętym, które znajdują się pod ciśnieniem wyższym niż ciśnienie atmosferyczne, wywołanym obecnością nadległych warstw nieprzepuszczalnych, które wymuszają kształt zwierciadła i nie może ono przebiegać zgodnie z linią równowagi hydrostatycznej. Ciśnienie to nazywa się ciśnieniem piezometrycznym. Wartość ciśnienia piezometrycznego wywieranego na naporową warstwę wodonośną obrazuje tzw. linia ciśnienia piezometrycznego. 
Jeżeli zwierciadło wód naporowych (w geotechnice nazywane zwierciadłem nawierconym) zostanie nawiercone, to wówczas woda samoistnie (pod wpływem ciśnienia hydrostatycznego) wzniesie się do linii gdzie ciśnienia się równoważą, czyli linii ciśnień piezometrycznych i tam powstanie tzw. zwierciadło statyczne (w geotechnice nazywane zwierciadłem ustalonym).
Czasami linia ciśnienia piezometrycznego przebiega ponad powierzchnią terenu i wówczas po nawierceniu woda wypłynie samoistnie na powierzchnie, co zdecydowanie ułatwia pozyskiwanie wód podziemnych naporowych, dlatego są one szeroko wykorzystywane.
Wodami naporowymi jest większość wód wgłębnych oraz wody głębinowe.
Są przeciwieństwem wód swobodnych.
W przypadku wód wgłębnych, wody naporowe nie znajdują się pod ciśnieniem w całej warstwie wodonośnej, a tylko w pewnej strefie zwanej strefą ciśnień piezometrycznych. Zawsze posiadają również strefy drenażu (są drenowane przez inne wody wgłębne, wody gruntowe lub powierzchniowe) i zasilania (są zasilane infiltracyjnie, przez okna hydrogeologiczne, lateralnie lub przez szczeliny uskokowe)

## Klasyfikacja
Wody pod ciśnieniem można podzielić na artezyjskie i subartezyjskie.
Jeżeli linia ciśnienia piezometrycznego przebiega poniżej powierzchni terenu to wody nazywamy subartezyjskimi. Zwierciadło statyczne takich wód ustali się ponad zwierciadłem nawierconym, ale nadal pozostanie pod ziemią – wody nie wypłyną samoistnie na powierzchnię. 
Kiedy jednak linia ta przebiega ponad powierzchnią topograficzną to wody są nazywane artezyjskimi. Po nawierceniu zwierciadła takich wód, woda samoistnie wydostanie się na powierzchnię.